# Piazza del Popolo (Corbetta)
Piazza del Popolo, già piazza Vittorio Emanuele II, piazza Maggiore o piazza della Chiesa, è la piazza principale di Corbetta. Parte centrale del centro storico locale, è inserita all'interno del contesto cittadino antico e sin dall'antichità era conosciuta come piazza della chiesa per la presenza della chiesa prepositurale di San Vittore martire. Venne intitolata al popolo italiano dopo la fine della seconda guerra mondiale.

## Descrizione
L'origine della piazza è medioevale, ma di quell'epoca oggi resta solo l'antico castello che si erge non lontano dalla collegiata che è ad oggi l'edificio pubblico più antico della città.
Sul lato orientale è presente la chiesa, risalente nella sua prima edificazione al III secolo e poi rimaneggiata sia in epoca medievale che nel tardo Settecento, motivo per cui oggi appare in stile neoclassico. 
Sul lato meridionale della piazza troviamo le più importanti ville di delizia del paese tra cui Villa Frisiani Mereghetti, progettata nel Seicento dall'architetto milanese Francesco Maria Richini. A fianco vi è Villa Borri-Manzoli, altro esempio di commistione di stili tra barocco e neoclassico.
Sul sagrato della chiesa, negli anni '50 del Novecento, venne posta una fontana marmorea monumentale, sostituita nel 2002 da una moderna nell'ambito modifica del piazzale e della sua viabilità.